# La historia del cine: Una odisea
La historia del cine: Una odisea (en inglés The Story of Film: An Odyssey) es un documental  sobre la historia del cine, transmitido por televisión en 15 capítulos de una hora con una longitud total de más de 900 minutos. Fue dirigido y narrado por Mark Cousins, un crítico de película de Irlanda del Norte, basado en su libro de 2004 The Story of Film.
La serie fue retransmitida en septiembre de 2011 por More4, el servicio televisivo digital del radioemisor del Reino Unido Channel 4.  La historia del cine fue también presentado en su totalidad en el Festival Internacional de Cine de Toronto de 2011, y  fue exhibido en el Museo de Arte Moderno en la ciudad de Nueva York en febrero de 2012. Fue retransmitido en los Estados Unidos por Turner Classic Movies en septiembre de 2013.
The Telegraph calificó la emisión inicial de la serie en septiembre de 2011 como el "acontecimiento cinemático del año", describiéndolo tan "visualmente cautivador e intelectualmente ágil, es simultáneamente una carta de amor al cine, una imperdible clase magistral, y una reescritura radical de historia de la película."  Un escritor del Irish Times llamó el programa un "hito" (aunque uno "extrañamente poco promocionado").  El programa ganó un  Premio Peabody en 2013 "por su inclusiva, única reseña de la historia del cine mundial."
En febrero de 2012, A. O. Scott de The New York Times describió el documental como "un semestre entero de escuela de cine condensado en 15 energéticas y, en ocasiones, contenciosas horas." que "se alzan como un vigorizante compendio de sabiduría convencional." Contrastando el proyecto con su "precursor importante (y también, quizás, un implícito interlocutor)", Histoire(s) du cinéma de  Jean-Luc Godard, la película de Cousins es  "el sitio de qué todo revisionismo futuro debe empezar".

## Lista de episodios
1. El nacimiento del séptimo arte.
2. La industria del entretenimiento.
3. Los años 20, la década dorada.
4. El sonido y los años 30.
5. Tiempo de guerras.
6. Años 50, sexo y melodrama.
7. Años 60.
8. La influencia del documental en el cine
9. Años 70.
10. El cine como arma para cambiar el mundo.
11. El multiplex Los blockbusters.
12. Cine y protestas.
13. Los 90, la nueva edad dorada.
14. El diálogo americano.
15. El cine pasado, presente, futuro.